# Saint-Avit-de-Soulège
 Saint-Avit-de-Soulège  là một xã thuộc tỉnh Gironde trong vùng Aquitaine tây nam nước Pháp. Xã này nằm ở khu vực có độ cao trung bình 75 mét trên mực nước biển.